# AIM-120 AMRAAM
AIM-120 AMRAAM, Advanced Medium-Range, Air-to-Air Missile, är en amerikansk radarsökande jaktrobot. Räckvidden ligger på cirka 75 km. Till skillnad från de flesta tidigare radarsökande robotar använder sig inte AIM-120 av en semiaktiv radarmålsökare, utan har en egen radar och är därför en Aktiv-radarsökande robot. Detta medför den stora fördelen att flygplanet som avfyrar den har mycket större frihet när det gäller undanmanövrer efter skott eftersom den inte behöver belysa målet med radar fram till träff.

## Luftvärnsversioner
Roboten finns även i två luftvärnsversioner: en version kallad SL-AMRAAM som är identisk med jaktroboten och har kort räckvidd och en version kallad SL-AMRAAM EX som är utrustad med en raketbooster och därför har medellång räckvidd.

## Användning i Sverige
Robot 99(AIM-120B) är en radarsökande jaktrobot i det svenska flygvapnet, i juli 2023 fick Sverige tillstånd av den amerikanska kongressen att anskaffa 250 AIM-120C-8. I november 2023 undertecknade FMV ett avtal med USA om inköp av den nya versionen av AMRAAM. Den äldre AMRAAM-versionen såldes tillbaka till USA för vidare donation till Ukraina.

## Vapenbärare
- AV-8B+ Harrier (endast plus-versionen kan använda AMRAAM)
- BAE Sea Harrier
- Eurofighter Typhoon
- F-4 Phantom
- F-15 Eagle
- F-15E/EX Strike Eagle / Eagle II
- F-16 Fighting Falcon
- F/A-18 Hornet
- F/A-18 Super Hornet
- F-22 Raptor
- JA 37D Viggen (endast version D och Di kan bära AMRAAM)
- JAS 39 Gripen